# ISO 31-1
БДС ISO 31-1 е първата част от идентично въведения в България международен стандарт ISO 31, която определя наименованията и означенията (символите) за величини и единици за пространство и време.
През 2009 г. ISO 31 е отменен и заменен от обединения стандарт ISO/IEC 80000, който включва всички части на ISO 31, но прибавя и документи на IEC.
БДС ISO 31-1 включва определенията:
| Величина                                       | Величина                                                                                              | Единица                      | Единица | Единица | Забележки |
| Име                                            | Означение                                                                                             | Име                          | Символ  | Определение | Забележки |
| ---------------------------------------------- | --- | ---------------------------- | ------- | --- | --- |
| Ъгъл, (равнинен ъгъл)                          | α, β, γ, θ, φ                                                                                         | радиан                       | rad     | 1 rad = 1 m/m = 1 | |
| Ъгъл, (равнинен ъгъл)                          | α, β, γ, θ, φ                                                                                         | градус                       | °       | 1° = π/180 rad | Не трябва да има разстояние между числената стойност на величината и символа при тези три единици. Препоръчва се градусът да се дели десетично (т.е. 12,5° вместо 12°30') |
| Ъгъл, (равнинен ъгъл)                          | α, β, γ, θ, φ                                                                                         | минута                       | ′       | 1′ = (1/60)° | Не трябва да има разстояние между числената стойност на величината и символа при тези три единици. Препоръчва се градусът да се дели десетично (т.е. 12,5° вместо 12°30') |
| Ъгъл, (равнинен ъгъл)                          | α, β, γ, θ, φ                                                                                         | секунда                      | ″       | 1″ = (1/60)′ | Не трябва да има разстояние между числената стойност на величината и символа при тези три единици. Препоръчва се градусът да се дели десетично (т.е. 12,5° вместо 12°30') |
| Пространствен ъгъл                             | Ω | стерадиан                    | sr      | 1 sr = 1 m2/m2 = 1 | |
| Дължина                                        | l, L                                                                                                  | метър                        | m       | Метърът е дължината на пътя, изминат от светлината във вакуум за интервал от време 1/299 792 458 от секундата; виж скорост на светлината                                  | |
| Широчина                                       | b | метър                        | m       | Метърът е дължината на пътя, изминат от светлината във вакуум за интервал от време 1/299 792 458 от секундата; виж скорост на светлината                                  | |
| Височина                                       | h | метър                        | m       | Метърът е дължината на пътя, изминат от светлината във вакуум за интервал от време 1/299 792 458 от секундата; виж скорост на светлината                                  | |
| Дебелина                                       | d, δ                                                                                                  | метър                        | m       | Метърът е дължината на пътя, изминат от светлината във вакуум за интервал от време 1/299 792 458 от секундата; виж скорост на светлината                                  | |
| Радиус                                         | r, R                                                                                                  | метър                        | m       | Метърът е дължината на пътя, изминат от светлината във вакуум за интервал от време 1/299 792 458 от секундата; виж скорост на светлината                                  | |
| Диаметър                                       | d, D                                                                                                  | метър                        | m       | Метърът е дължината на пътя, изминат от светлината във вакуум за интервал от време 1/299 792 458 от секундата; виж скорост на светлината                                  | |
| Дължина на път                                 | s | метър                        | m       | Метърът е дължината на пътя, изминат от светлината във вакуум за интервал от време 1/299 792 458 от секундата; виж скорост на светлината                                  | |
| Разстояние                                     | d, r                                                                                                  | метър                        | m       | Метърът е дължината на пътя, изминат от светлината във вакуум за интервал от време 1/299 792 458 от секундата; виж скорост на светлината                                  | |
| Декартови координати                           | x, y, z                                                                                               | метър                        | m       | Метърът е дължината на пътя, изминат от светлината във вакуум за интервал от време 1/299 792 458 от секундата; виж скорост на светлината                                  | |
| Радиус на кривина                              | ϱ | метър                        | m       | Метърът е дължината на пътя, изминат от светлината във вакуум за интервал от време 1/299 792 458 от секундата; виж скорост на светлината                                  | |
| Кривина                                        | ϰ | метър на минус първа         | m−1     | | ϰ=1/ϱ |
| Площ                                           | A | квадратен метър              | m2      | | Единицата ар (1 a = 100 m2) и нейните кратни хектар (1 ha = 100 a) и декар (1 da = 10 a) се използват за измерване на селскостопански площи.                              |
| Обем                                           | V | кубичен метър                | m³      | | |
| Обем                                           | V | литър                        | l, L    | 1 l = 1 dm³ | |
| Време, интервал от време, продължителност      | t | секунда                      | s       | Секундата е продължителността на 9 192 631 770 периода на лъчението, което съответства на прехода между двете свръхфини нива на основното състояние на атома на цезий-133 | Представянето на време от деня се определя в ISO 8601. |
| Време, интервал от време, продължителност      | t | минута                       | min     | 1 min = 60 s | Представянето на време от деня се определя в ISO 8601. |
| Време, интервал от време, продължителност      | t | час                          | h       | 1 h = 60 min = 3600 s | Представянето на време от деня се определя в ISO 8601. |
| Време, интервал от време, продължителност      | t | ден                          | d       | 1 d = 24 h = 86 400 s | Представянето на време от деня се определя в ISO 8601. |
| Ъглова скорост                                 | ω | радиан за секунда            | rad/s   | | ω=dφ/dt |
| Ъглово ускорение                               | α | радиан за секунда на квадрат | rad/s2  | | α=dω/dt |
| Скорост                                        | v (общ символ), c (скорост на разпространение на вълни), u, v, w (векторни компоненти на скоростта c) | метър за секунда             | m/s     | | |
| Ускорение                                      | a | метър за секунда на квадрат  | m/s2    | | |
| Ускорение на свободно падане (земно ускорение) | g | метър за секунда на квадрат  | m/s2    | | |

Приложение A на ISO 31-1 съдържа списък на единиците за пространство и време, основаващи се на фут, паунд и секунда, които единици е недопустимо да се използват съвместно с единиците от SI.
Приложение B съдържа извънсистемните единици гон (град), светлинна година, астрономическа единица, парсек, тропическа година и гал, дадени за информация, специално заради преводните коефициенти.